# 傑拉日尼亞
杰拉日尼亚（羅馬化：Derazhnia，發音：[deˈrɑʒnʲɐ] ⓘ）是乌克兰西部赫梅利尼茨基州赫梅利尼茨基區杰拉日尼亚市镇内的城市及该市镇的行政中心，2020年7月18日前为杰拉日尼亚区的行政中心。該市距離州府赫梅利尼茨基42公里，始建於1431年，面積17.55平方公里，海拔高度280米，2022年人口数量为9,772人。

## 历史
16世纪初，杰拉日尼亚首次出现在史料中。1614年适用于《马格德堡法律》。在1648年至1654年的赫梅利尼茨基起义期间，战火和瘟疫给杰拉日尼亚带来了巨大破坏。直到1793年，杰拉日尼亚作为右岸乌克兰并入俄罗斯帝国。而犹太人也在18世纪在杰拉日尼亚定居。
此时杰拉日尼亚的人口只有约1000人，信仰也分为东正教、天主教和犹太教，前二者主要是农民，犹太人则主要是手工业者。1861年农奴制改革导致贫富差距分化；同时工业开始发展起来，先后有蜡烛工厂、糖厂、酒厂和砖厂出现；而随着铁路的贯通，当地人口从1870年的1201人一度暴增到44996人。1905年革命期间，当地居民发动罢工，要求提高工资。
1917年12月，杰拉日尼亚建立了苏维埃政权。但在1918年，曾短暂被同盟国占领（后随着德意志第二帝国和奥匈帝国崩溃而结束）。随后1919年至1920年期间，城镇的控制权在红军和白军之间几次易手，最终1920年11月18日由红军占领了杰拉日尼亚。1929年开始农业集体化，期间发生了反苏活动。
1941年7月11日，纳粹德国占领了杰拉日尼亚。1942年，有3814名苏联公民（包括约1500名犹太老人，妇女和儿童）在一家砖厂被枪杀。此外还有至少500名犹太人被送到集中营。1944年3月25日，苏联红军解放杰拉日尼亚。
战后杰拉日尼亚的主要农业产品包括甜菜、大豆和谷物等。
2020年7月18日經乌克兰行政区劃调整，杰拉日尼亚并入赫梅利尼茨基区。

## 教育
1865年，第一所学校在杰拉日尼亚出现，1902年时，这所学校有2名教师，90名学生（含14名女生）。苏联成立后，大规模进行扫盲。1938年时，已有三所中学（其中一所为意第绪语犹太人学校），59名教师和1326名学生。到战后，增加到四所中学、89名教师和约2200名学生。

## 图集

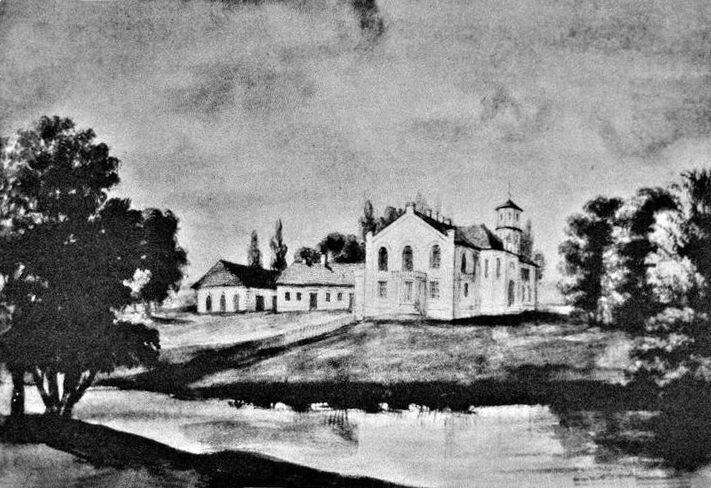
1875年的照片
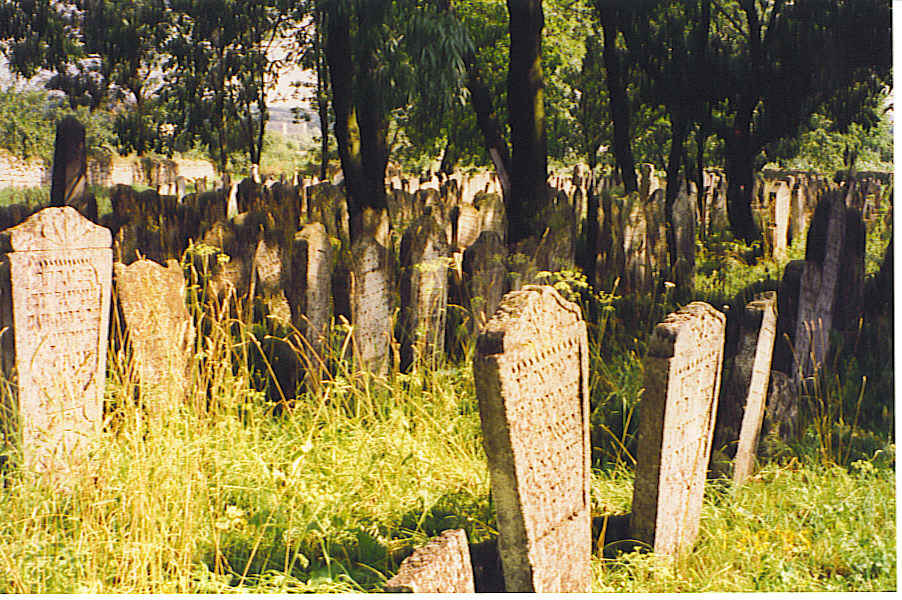
犹太人公墓
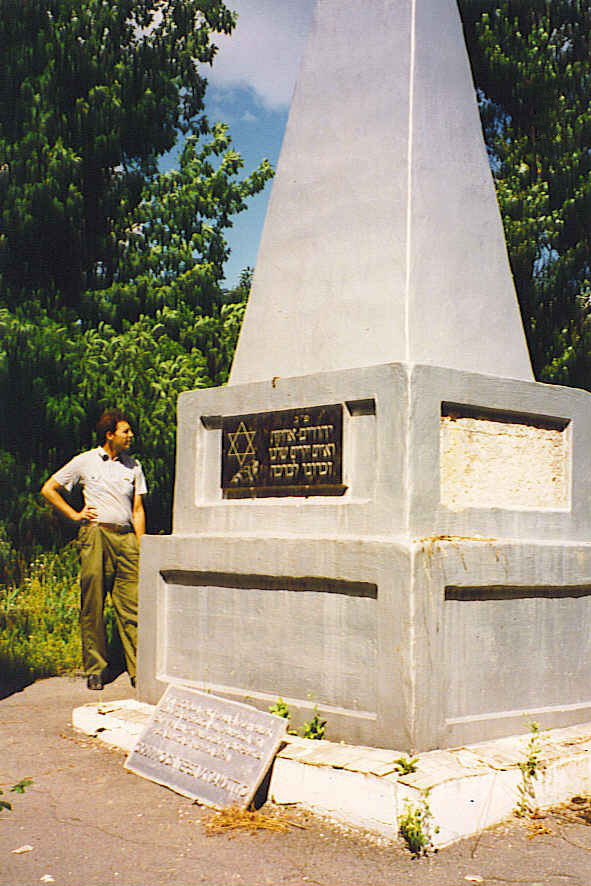
犹太人遇难者纪念碑
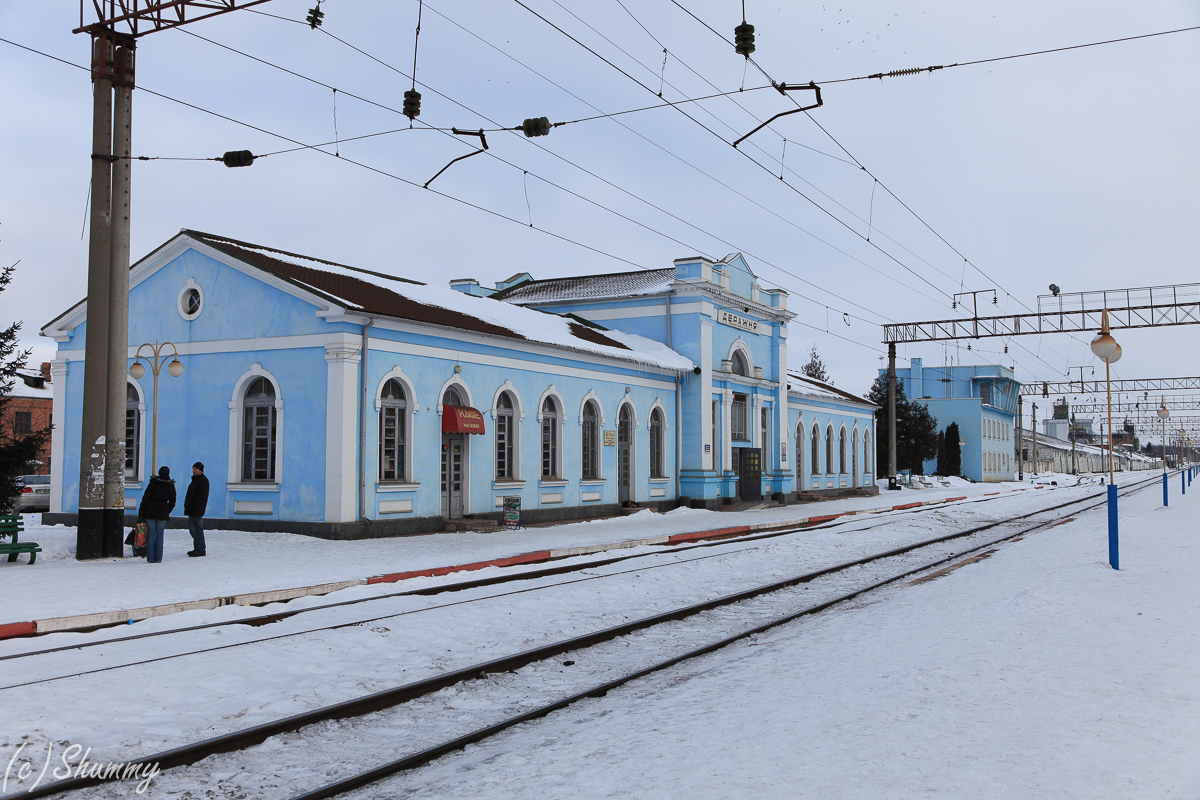
车站

## 來源
1. ↑  . 北京: 中国地图出版社. 2003. ISBN 9787503127212.
2. ↑  . 北京: 中国地图出版社. 2023. ISBN 9787520431699.
3. ↑   (PDF).   [2023-01-04]. （原始内容存档 (PDF)于2022-08-10）.
4. 1 2 3 4 5 6  Л. В. БАЖЕНОВ, С. М. ДАВИДЧУК. . .   [2023-08-02]. （原始内容存档于2015-09-27）.
5. 1 2 3  以色列犹太大屠杀纪念馆. .   [2023-08-03]. （原始内容存档于2023-08-03）.
6. ↑  . Голос України. 2020-07-18  [2020-10-03]. （原始内容存档于2021-07-09） （乌克兰语）.
7. ↑  . Міністерство розвитку громад та територій України. 2020-07-17  [2022-04-15]. （原始内容存档于2021-03-02） （乌克兰语）.